# Finalissima 2022
Es va anomenar Finalissima la tercera edició de la Copa Artemio Franchi, o Copa de Campions Conmebol-UEFA, que es disputà entre el guanyador de la Copa Amèrica i l'Eurocopa. Va ser la tercera edició del torneig després que se n'haguessin fet dues edicions anteriors, els anys 1985 i 1993. Aquesta edició, com les seves predecessores, no compta com a títol oficial per a la FIFA.
L'enfrontament va tenir lloc l'1 de juny de 2022, entre Itàlia i l'Argentina, seleccions que eren campiones de les seves respectives confederacions el 2021. Es va disputar a l'estadi de Wembley, a Londres, seu també de l'oficina conjunta, que s'encarrega de coordinar els projectes d'interès comú. Amb aquesta edició, es va tornar a disputar un torneig o copa entre seleccions de diferents continents a part del Copa Mundial de Futbol, després de la desaparició de la Copa Confederacions de la FIFA, que va tenir la seva última edició a Rússia 2017.
L'Argentina va guanyar 3-0 amb gols de Lautaro Martínez, Ángel di María i Paulo Dybala.

## Antecedents
El 12 de febrer de 2020, la UEFA i la Conmebol van signar un acord d'enteniment destinat a millorar la cooperació entre les dues organitzacions. Com a part de l'acord, un comitè conjunt UEFA-CONMEBOL va examinar la possibilitat d'organitzar partits intercontinentals europeu-sud-americans, tant per a futbol masculí com femení. El 28 de setembre de 2021, la UEFA i la Conmebol van confirmar que els guanyadors del Campionat d'Europa de la UEFA i de la Copa Amèrica s'enfrontarien en un partit intercontinental, inicialment per un període de tres edicions a partir de 2022. La primera edició es va confirmar per a l'any 2022. El 15 de desembre de 2021, la UEFA i la Conmebol van signar novament un nou acord d'enteniment fins a 2028, que inclou disposicions específiques com la creació d'una oficina conjunta a Londres i la possible organització de diversos esdeveniments futbolístics addicionals. Es va confirmar que el partit d'aquest torneig es duria a terme a Londres l'1 de juny de 2022 en l'estadi de Wembley. Finalment, en aquest acord, es va estipular el nou nom del torneig, com a Copa de Campions de la UEFA-Conmebol en reemplaçament de Copa Artemio Franchi. Per a aquesta edició la UEFA publicita el torneig com la Finalissima 2022.

## Seleccions participants
| Equip       | Via de classificació                       | Data de classificació | Participacions | Última participació | Millor participació anterior |
| ----------- | ------------------------------------------ | --------------------- | -------------- | ------------------- | ---------------------------- |
| · Itàlia    | Campió de l'Eurocopa 2020 (2n títol)       | 11 de juliol          | 1              | Debutant            | Debutant                     |
| · Argentina | Campió de la Copa Amèrica 2021 (15è títol) | 10 de juliol          | 2              | 1993                | Campió 1993.                 |

## Final
| Itàlia | 0 - 3   | Argentina                                                                      |
| ------ | ------- | ------------------------------------------------------------------------------ |
|        | Informe | Lautaro Javier Martínez 28' · Ángel Fabián di María 45+1' · Paulo Dybala 90+4' |